# Demofoonte
Demofoonte (in greco antico: Δημοφόων?, Dēmophóōn) è un personaggio della mitologia greca.

## Genealogia
Figlio di Celeo e Metanira.
Non ci sono notizie su spose e progenie.

## Mitologia
Fu allevato dalla dea Demetra che decise di renderlo immortale cospargendolo d'ambrosia ogni giorno mentre la notte lo poneva sul fuoco. 

Il bambino cresceva sano e forte ma una notte Prassitea scoprì il rito e gridò per l'orrore così la dea cessò il rito e si rivelò, ma Demofoonte morì consumato nel fuoco.

In seguito Demetra lo riportò in vita e Demofoonte divenne immortale.
Negli Inni omerici non fu Prassitea a scoprire il rito ma la madre di Demofoonte (Metanira).
Questo racconto non è dissimile da una parte del mito di Iside, in cui la Dea rende immortale il Principe ma viene scoperta dalla regina.
La vicenda di Demofoonte, ampiamente modificata, venne messa in versi da Pietro Metastasio (Demofoonte, opera di Metastasio) e costituì la base per decine di traduzioni in musica durante tutto l'arco del '700 ed anche oltre. Tre esse emerse in particolare quella di Nicolò Jommelli che ebbe quattro successive versioni tra il 1743 (Parma) e il 1770 (Napoli).